# Anaya Nayanar
Anaya Nayanar, también conocido como Anaya y Anayar, es un santo nayanar, venerado en la secta hindú Shaivite. Anaya ocupa el puesto 14 de entre los 63 Nayanars. Su interpretación del Panchakshara, mantra de cinco sílabas, en su flauta complació tanto al dios supremo, Shiva, que se llevó a Anaya al mundo eterno.

## Vida
La vida de Anayar se describe en el Periya Puranam también llamado Thirutthondar Puranam,de Sekkizhar, que es un documento de las «Historias del Nayanmar» 63. Anaya se describe como un Cowherd, ஆயர் o Aayar. Anayar nació y vivió su vida en Tirumangalam, actualmente en el estado indio de Tamil Nadu. En tiempos de Anayar, Tirumangalam formaba parte del Reino de Mazhanadu, distrito moderno de Tiruchirappalli. Tirumangalam es un lugar de peregrinación, famoso por su Templo Samavedeshvarar, dedicado al Señor Supremo Shiva. Aanaayar solía cuidar vacas y llevarlas a pastar en los pastos de las afueras de la ciudad. Solía proteger al ganado de las enfermedades y de las bestias de presa. Anayar solía untar ceniza sagrada (நீறு) en su cuerpo. En los prados, él solía tocar el Panchakshara, Cinco Cartas, mantra del Señor Supremo Shiva en su flauta. La música era su manera de adorar a Yahveh Siva. Un versículo de Periya Puranam habla de que hizo una flauta de bambú, siguiendo las reglas de las Escrituras.
Un día, al comienzo del monzón, Anayar comenzó a tocar la «Sagrada Palabra de 5 Letras» en uu flauta bajo el árbol Konrai, que es sagrado para el Señor Shiva, en un jardín de árboles konrai en flor. El Periya Puranam dedicó varios versos para describir la belleza natural del lugar. Los sonidos melifluos sedujeron a todos los animales. Las vacas dejaron de pastar, los terneros dejaron de beber leche y los pájaros dejaron de cantar y escucharon cautivados. Los pavos reales bailaban de alegría mientras que los toros y otros animales salvajes se inclinaban en la dicha. Los enemigos mortales como la serpiente y el pavo real, el león y el elefante, el tigre y el venado se reunieron. El viento dejó de soplar, el río se calmó y las olas se ralentizaron para escuchar la música divina. Los sabios del bosque se reunieron. Los seres celestiales como  Devas (dioses), Kinnaras y Vidyadharas descendieron del cielo. Finalmente, el Señor Supremo Shiva apareció con su Consorte, la Diosa Uma, complacida por la melodía y bendijo a Anayar. El Señor Shiva llevó a Anayar con él a su morada eterna, Kailasa.

## Iconografía y recuerdos
Anaya Nayanar está representado de manera muy similar a la iconografía de Venugopala, una forma de Krishna, a quien también se le describe como un vaquero. Como Venugopala, se le representa tocando la venu, flauta, en una postura relajada con una pierna cruzada casualmente delante de la otra. Esto a menudo lleva a confusión en la identificación de esculturas entre Venugopala y Anaya Nayanar.
Uno de los Nayanars más prominentes, Sundarar  del siglo VIII menciona a Anaya Nayanar, llamado aquí Anayan de Mankai, en el himno a varios santos Nayanar.
Anaya Nayanar es especialmente venerado en el mes tamil de KArthikai, cuando la luna entra en el Hasta nakshatra o mansión lunar. Recibe culto colectivo como parte de los 63 Nayanars. Sus íconos y breves relatos de sus hazañas se encuentran en muchos templos de Shiva en Tamil Nadu. Sus imágenes se sacan en procesión en los festivales.